# Zjednoczenie Przemysłu Automatyki i Aparatury Pomiarowej „Mera”
Zjednoczenie Przemysłu Automatyki i Aparatury Pomiarowej „Mera” – zjednoczenie z siedzibą w Warszawie przy Al. Jerozolimskich 202, skupiające zakłady produkujące przyrządy pomiarowe oraz systemy pomiarowe i monitorowania.

## Działalność
Zjednoczenie powstało w 1964 na mocy uchwały Nr 105 Rady Ministrów z dnia 9 kwietnia 1964 r. w sprawie utworzenia Zjednoczenia Przemysłu Automatyki i Aparatury Pomiarowej „Mera”, a w 1967 wraz z innymi zjednoczeniami podległymi Ministrowi Przemysłu Ciężkiego przeszło pod nadzór nowo utworzonego Ministerstwa Przemysłu Maszynowego. W latach 70. XX wieku zakłady zjednoczenia były głównym producentem sprzętu komputerowego w Polsce.
Koordynowana przez zjednoczenie branża, podbranża bądź grupa wyrobów:
- urządzenia do automatycznej regulacji i sterowania
- urządzenia automatycznego przetwarzania informacji
- aparatura pomiarowa oraz urządzenia laboratoryjne, z wyjątkiem optycznych i optyczno-mechanicznych

W 1983 zjednoczenie przekształcono w zrzeszenie, zaś w 1989 w spółkę Mera Sp. z o.o.

### Zakłady podległe zjednoczeniu
- Eureka w Warszawie
- FMiK Era w Warszawie
- Mera w Lewinie Brzeskim
- Mera-Błonie w Błoniu
- Mera-Elwro we Wrocławiu
- Mera-Elzab w Zabrzu
- Mera-KFAP w Krakowie
- Mera-KFM we Włocławku
- Mera-Lumel w Zielonej Górze
- Mera-Refa w Świebodzicach
- Mera-Pafal w Świdnicy
- Mera-Pnefal w Warszawie
- Mera-Poltik w Łodzi
- CNPSS Meraster w Katowicach
- Mera-System w Katowicach
- Mera-Wag w Gdańsku
- Mera-Zap w Ostrowie Wlkp.
- Mera-ZEM w Nasielsku
- Mera-Zuap w Sosnowcu
- Meramat w Warszawie
- Meramont w Poznaniu
- Meratronik w Szczecinie
- Meratronik w Warszawie
- OBREUS w Toruniu
- Mera-Polna w Przemyślu

Zakłady MERA posiadały także zaplecze badawczo-rozwojowe (OBR), jednakże z raportu wykonanego w 1981 na zlecenie Ministra Nauki, Szkolnictwa Wyższego i Techniki oraz Przemysłu Maszynowego, wynika, że było ono słabo wyposażone, zbyt małe liczebnie i niezdolne do wdrażania własnych rozwiązań. W efekcie przemysł Zjednoczenia bazował głównie na gotowych licencjach firm zewnętrznych.

### Przykładowa produkcja konkretnych przedmiotów

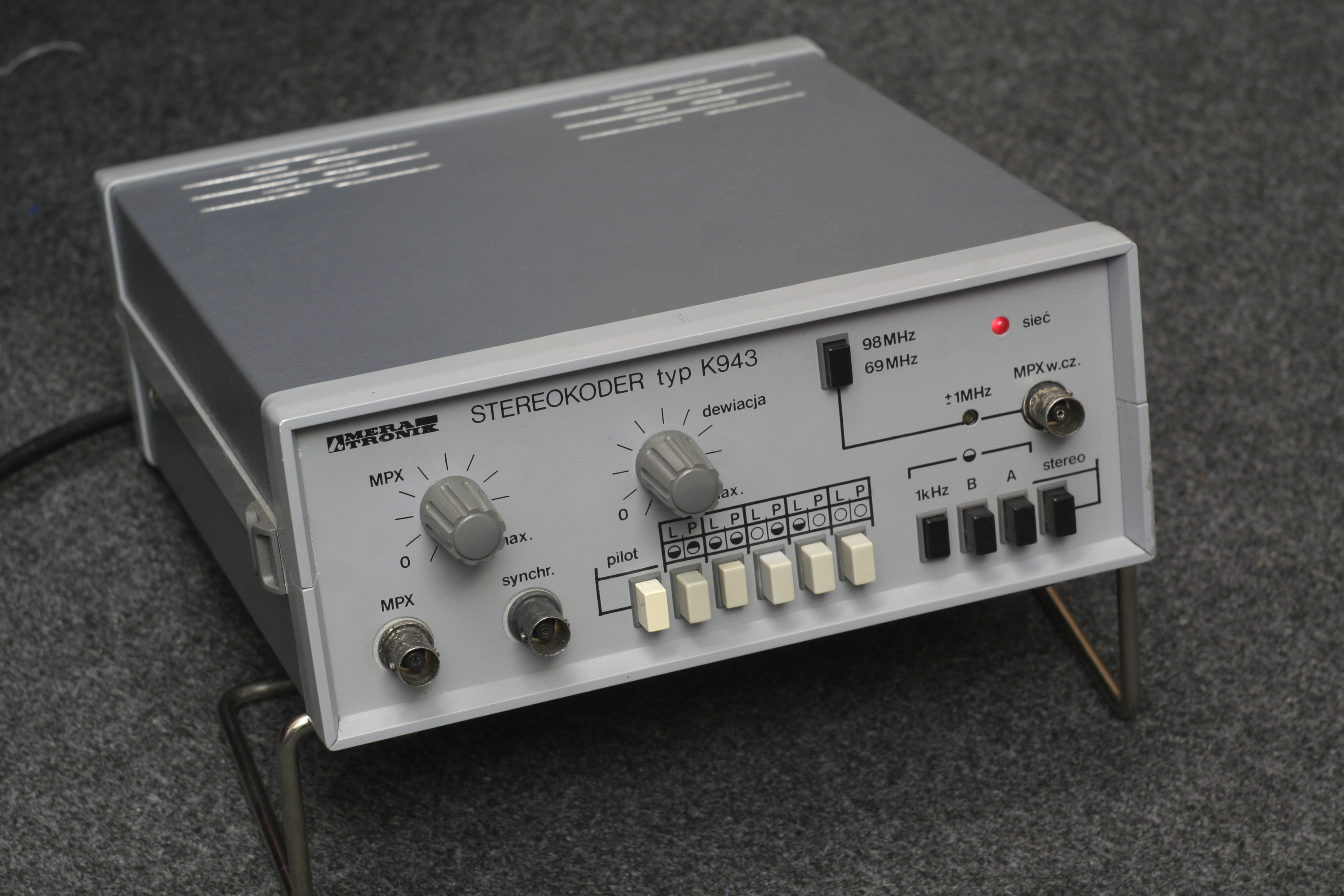
Stereokoder Meratronik K943

Np. na rzecz Elwro (do produkcji komputerów) pracowały następujące zakłady:
- Mera-Błonie – czytniki taśm perforowanych, drukarki
- Mera-Mat – elektronika do drukarek, pamięci i głowice ferrytowe, obudowy
- Mera-Elzab – podzespoły do drukarek, dalekopisów
- Mera-Zap – obudowy i elementy metalowe
- Mera-KFAP – rejestratory papierowe, a później dyskietki, napędy dyskietek
- Mera-Centrum Warszawa[6]

## Wpływ na gospodarkę
Pomimo trudności gospodarczych, m.in. opóźnień dostaw elementów elektronicznych potrzebnych do produkcji, w zakładach Zjednoczenia udało się opracować i wprowadzić nowe technologie, m.in. zakłady Mera-Elwro były zdolne do produkcji 300 komputerów klasy mainframe rocznie, opracowane i wdrożone do produkcji zostały pamięci ferrytowe (do JS i SM EMC), opracowano minikomputery MERA-60 i Mera 400 do wielu zastosowań, systemy baz danych SAD i KWINTET (JS EMC), system operacyjny SOM-5, opracowano i seryjnie produkowano drukarki i pamięci taśmowe. Mera opracowała także systemy automatyki i pomiarów, m.in. dla Huty Łabędy, Elzabu i Akademii Medycznej w Katowicach.
| Produkcja                    | 1971         | 1976         | 1980           |
| ---------------------------- | ------------ | ------------ | -------------- |
| komputery                    | 56 (32)      | 105 (97)     | 70 (49)        |
| minikomputery mikrokomputery | –            | 360 (345)    | 352 (296)      |
| urządzenia zewnętrzne        | 1675 (1 139) | 6140 (3 665) | 19 187 (6 247) |